# Palæstra
Palæstra er en brydeplads. Palé er at brydes med åben hånd, og rummet for denne aktivitet er palæstra. Denne plads har vel i den før-klassiske tid i Grækenland været en åben plads, men blev senere omgivet af næsten kvadratisk søjlegange og bagvedliggende rum for fysisk som intellektuel træning samt depotrum. Palæstra findes som 2-3-4 fløjede bygninger. Ved festivaler i Olympia, Delfi, Isthmia og Nemea kan disse træningsanlæg ses bedst i Olympia. Palæstra blev i hellenismen stedet for kampsport. Med tilhørende anlæg for løbediscipliner og kast dannedes et gymnasionkompleks.
 Der er for få eller ingen kildehenvisninger i denne artikel, hvilket er et problem. Du kan hjælpe ved at angive troværdige kilder til de påstande, som fremføres i artiklen.

|  | Denne artikel om lokaliteten Palæstra kan blive bedre, hvis der indsættes et (bedre) billede. Du kan hjælpe ved at afsøge Wikimedia Commons for et passende billede eller lægge et op på Wikimedia Commons med en af de tilladte licenser og indsætte det i artiklen. |